# Лель
Лель — по представлениям польской и русской «кабинетной мифологии» раннего Нового времени (XVI—XIX века), славянское божество любви и/или брака. Образ Леля нередок в литературе и искусстве этого и последующих периодов («Руслан и Людмила» Пушкина, «Снегурочка» А. Н. Островского и др.).
Начиная с XIX века исследователи отрицают существование у славян наличие такого божества или персонажа. Во многих славянских народных песнях встречается рефрен «Ой, лель-ладо» либо «Лада, лель-люли», который, по мнению большинства исследователей, и был ошибочно принят за имя божества наряду с образом богини Лады или Ладо.
Лель и Полель упоминаются в «Пане Тадеуше» Адама Мицкевича:

Созвездье Близнецов зажглось над темным хмелем,

Славяне звали их когда-то Лель с Полелем.

## В историографии раннего Нового времени
Исходя из убеждения, что у древних славян были боги, соответствующие римским, польские историографы XVI века — Меховита, Кромер, Стрыйковский — признавали у языческих поляков существование богини Лады и её двух сыновей, Леля и Полеля, соответствовавших Кастору и Поллуксу; Меховита ссылался, в подтверждение этого, на слова древних песен: «Lada, Lada, I leli, I leli, Poleli». Иннокентий Гизель, составитель «Синопсиса», повторяя Стрыйковского, в главе «Об идолах» приписывает древним языческим русским тех же богов. Русские мифологи конца XVIII и первой половины XIX веков не сомневались в существовании у язычников славян и русских бога любви и браков Леля. Этот образ проник и в художественную литературу классицизма и романтизма. Державин упоминает его в своих песнях. У Пушкина («Руслан и Людмила») на пиру князя Владимира Баян славит «Людмилу-прелесть и Руслана, и Лелем свитый им венец».
При более критическом отношении к источникам славянской мифологии оказалось, что существование бога Леля основано исключительно на припеве свадебных и других народных песен — и учёные второй половины XIX века вычеркнули Леля из числа славянских языческих богов.
Причины появления подобных «божеств» охарактеризовала Л. Н. Виноградова:

Движимые стремлением описать славянскую мифологию по аналогии с детально разработанной античной, авторы первых трудов по славянскому язычеству создавали длинные списки так называемых «божеств», названия которых добывались порой весьма сомнительными способами (например, использовались неясные имена и названия, встречающиеся в поговорках, заговорах, формулах клятв и проклятий, песенных рефренах и т. п., а затем домысливался некий мифологический образ). Так возникли (и, к сожалению, до сих пор не сходят со страниц некоторых новейших мифологических словарей) многочисленные лели, леды, любмелы, дзевои, паляндры, зимцерлы и прочие искусственно созданные «персонажи», включённость которых в архаические верования славян не подтверждается ни надёжными письменными источниками, ни данными устной народной культуры.
Ю. М. Лотман также указывает на недостоверность параллелей «божество» и «Лель»:

Лель — искусственное божество, введенное в русский Олимп писателями XVIII в. на основании припевов-выкриков, в основном свадебной поэзии: «Люли, лель, лелё». Припевы эти воспринимались как призывание, звательные формы собственного имени. Из этого делался вывод, что Лель — славянский Амур, божество любви

## Происхождение припева
Припев, в разных формах — лелю, лелё, лели, люли — встречается в русских народных песнях; в сербских «кралицких» песнях (троицких) величальных, имеющих отношение к браку, он встречается в виде лельо, лелё, в болгарской великодной и лазарской — в форме леле. Таким образом припев восходит к глубокой древности. Старинный польский припев лелюм (если он действительно существовал в этой форме, с «м») А. А. Потебня объясняет через сложение лелю с «м» из дательного падежа «ми», как в украинском «щом» (вместо «що ми»). В припеве «полелюм» (если он верно передан польскими историографами) «по» может быть предлогом; ср. белорусские припевы: люли и о люлюшки. Соображения об этимологическом значении припева лелю и проч. высказывались Вс. Ф. Миллером и А. А. Потебнёй. См. также Брюкнера. По Н. И. Толстому, припев типа ой-лели-лель, в разных вариантах представленный у многих славянских народов, этимологически восходит к слову аллилуйя.